# 大高町
大高町（おおだかちょう）は、愛知県知多郡にあった町。
現在の名古屋市緑区の一部（大高町・大高台・森の里・左京山・大根山・清水山・定納山・桶狭間清水山・桶狭間神明・文久山・有松・南大高・茨谷山・忠治山・別所山・高根山など）に該当する。
天白川と扇川南岸、知多郡の北部の町であった。丘陵地帯が多く、現在も緑地が多い。
江戸時代から酒造りが盛んで、現在でも神の井酒造など江戸時代から続く酒造会社があり、酒蔵も幾つか残る。

## 歴史

### 町名の由来
かつて当地は氷上姉子神社にも残る「氷上邑」と称していたものが、いつしか「火高」の表記となり、1382年（永徳2年）の火災を契機として「大高」の表記に改められたものという。

### 沿革
- 江戸時代初期、この地域は尾張藩領であった。
- 1878年（明治11年）12月28日 - 大高村と込高新田村が合併し、知多郡大高村となる[3]。
- 1889年（明治22年）10月1日 - 町村制施行に伴い、知多郡大高村が発足[3]。
- 1894年（明治27年）9月8日 - 町制施行。大高町となる[3]。
- 1964年（昭和39年）12月1日 - 名古屋市緑区に編入され、同区大高町となる[3]。旧・大高町役場は緑区役所大高支所となる[注釈 2]。

## 交通機関
- 国鉄東海道本線[注釈 3]
  - 大高駅
- 東海道新幹線 - 通過のみ

## 神社・仏閣
大高城跡
- 海岸寺
- 大高善光寺 – 字田中・本坊海岸寺内

- 萬徳山彌陀寺
- 薬師寺 – 高見
- 東昌寺（字西門田。曹洞宗）、朝苧社（東姥神）
- 大高山春光院 – 西向山
- 鷲津砦跡
  - 鷲頭山長壽禪寺（鷲巣山長祐寺） – 字鷲津山
  - 明忠院
  - 高蔵坊稲荷大明神
- 玉泉寺・名古屋緑会館 – 猪根。大高緑地の南麓
- 祇園寺 – 有松
- 氷上姉子神社
- 斎山稲荷社
- 元宮神明社

## 史跡
- 大高城址
- 鷲津砦址（桶狭間の戦い砦）
- 丸根砦址（桶狭間の戦い砦）